# Prognatismo

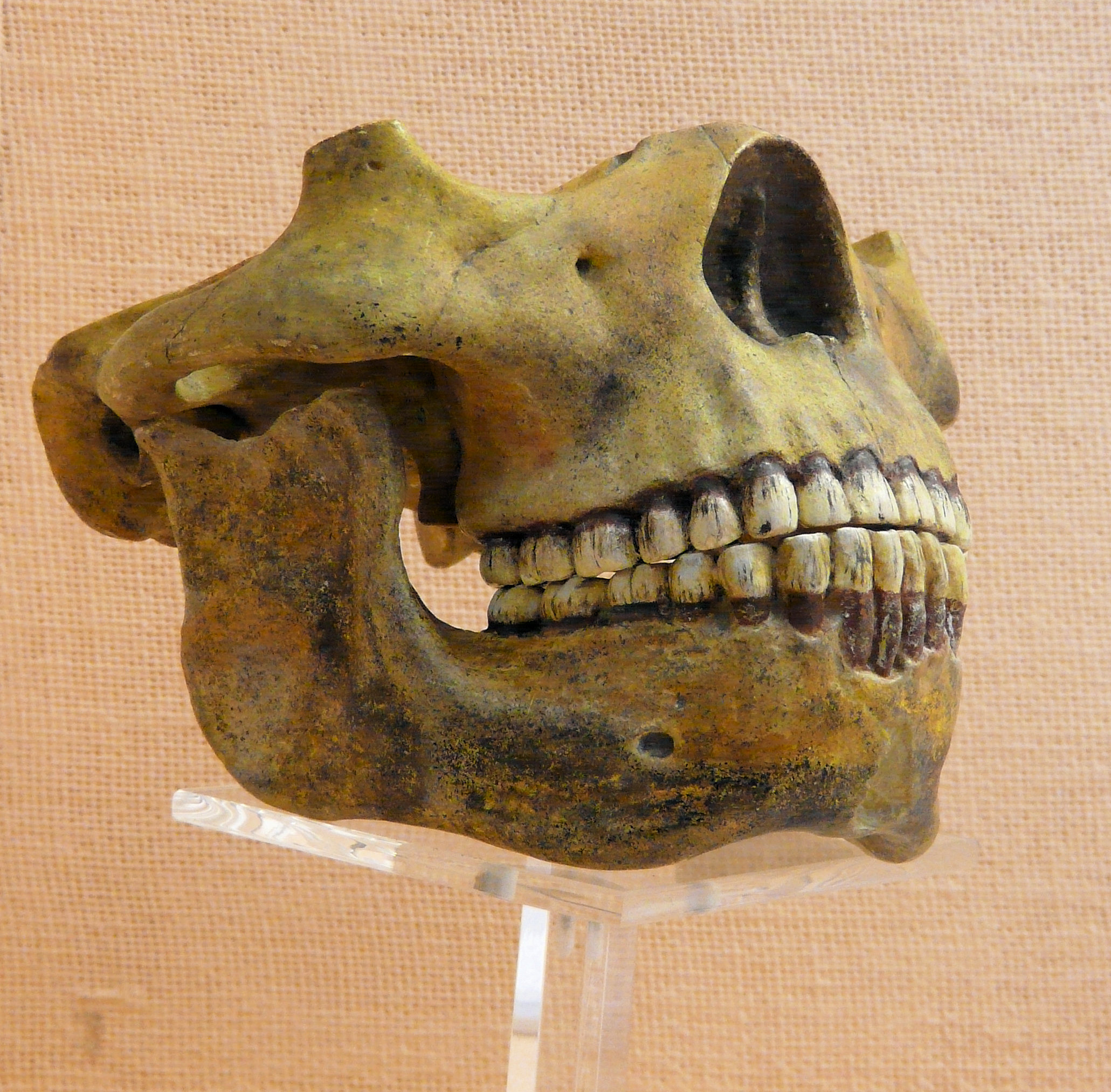
NellHomo heidelbergensis si evidenzia una riduzione del prognatismo se confrontato con il predecessore Homo ergaster, che però rimane generalmente più pronunciato rispetto agli attuali Homo sapiens

Il prognatismo (dal greco antico: πρό?, pro, "davanti" e γνάθος, gnàthos, "mascella"; letteralmente «mascella in avanti»), indica la situazione in cui l'osso mascellare sporge rispetto alla mandibola. 
La condizione contraria, in cui la mandibola sporge rispetto all'osso mascellare, è definita invece progenismo.

## In zoologia

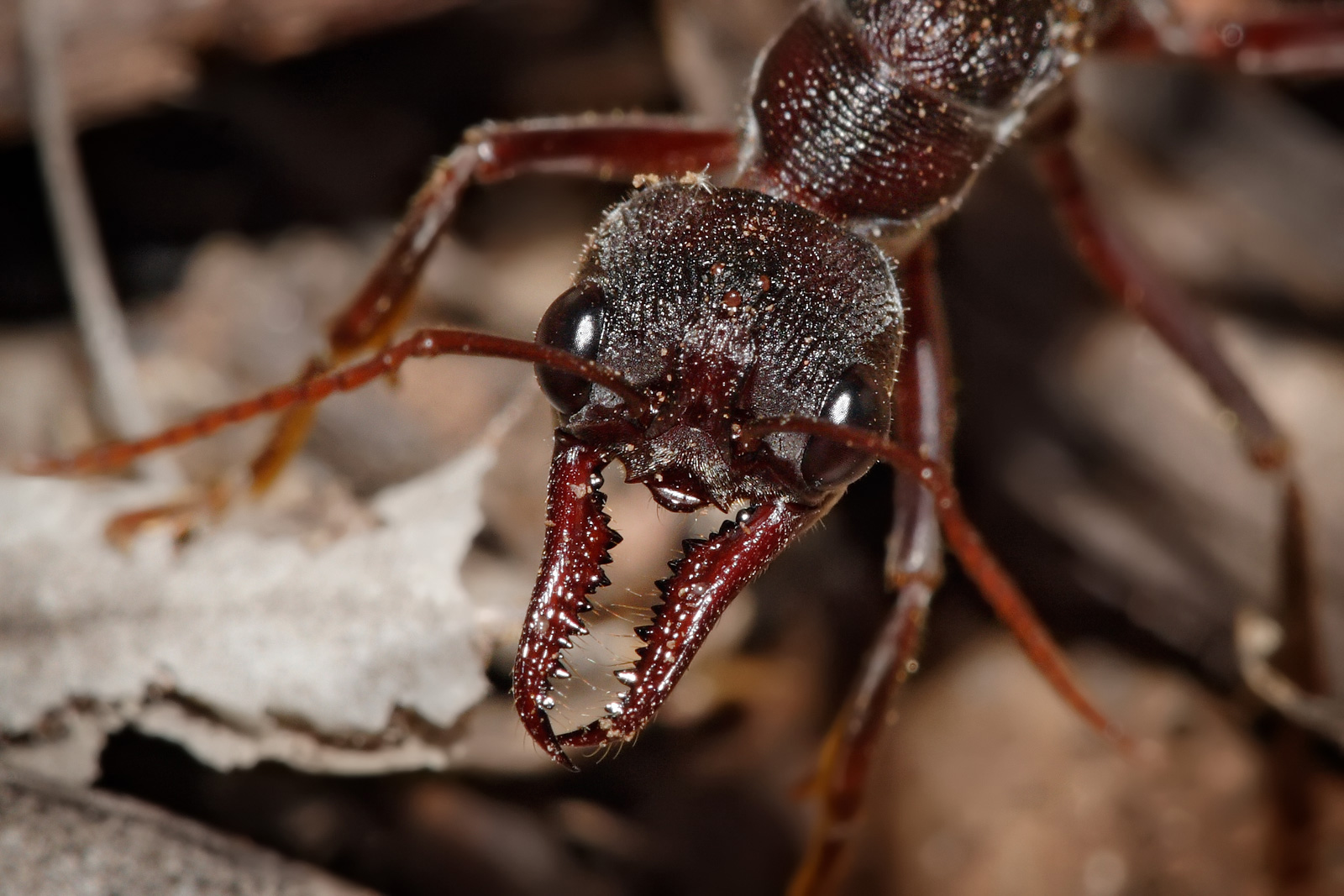
Capo prognato in un imenottero: formica bulldog

In zoologia il capo in toto è detto prognato quando l'asse maggiore del cranio è il prolungamento dell'asse corporeo. La bocca è pertanto rivolta in avanti. 

### Entomologia

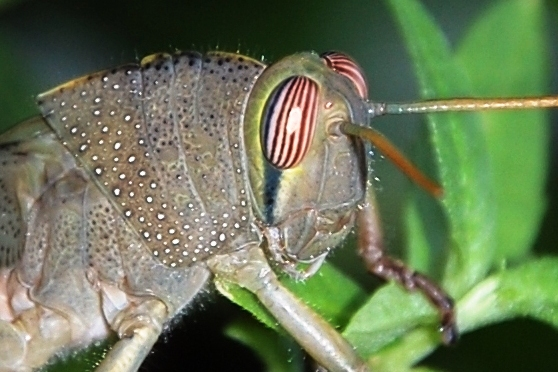
Capo ipognato in un ortottero: locusta egiziana

Il suffisso -gnatha è piuttosto diffuso in entomologia, arrivando ad identificare con la forma del capo e tipologie ed orientamento mascellare interi gruppi sistematici, come per gli archaeognatha. Ischnura prognata, è una piccola libellula che prende il nome specifico dalle caratteristiche del capo.
Il capo prognato è carattere distintivo fondamentale nell'identificazione delle specie. Si riscontra ad esempio in coleotteri come molti carabidi.
Il termine è contrapposto a ipognato detto del capo quando l'asse maggiore del cranio è diretto perpendicolarmente e verso il basso, come nelle locuste; per epignato, ortognato, e metagnato vedi le relative voci sul glossario entomologico. 

## In antropologia e paleoantropologia
In antropologia il grado di prognatismo è un carattere di conformazione anatomica normale ed è misurabile attraverso l'angolo facciale. In riferimento al prognatismo alveolare viene anche adoperato il termine profatnia.
Nella paleoantropologia, e più in generale nello studio dell'evoluzione della specie umana, è uno dei tanti caratteri che permette di classificare i soggetti più antichi come l'Australopithecus, spiccatamente prognati e a differenziarle da quelle successive che si posizionano in uno stadio evolutivo diretto verso la specie  Homo sapiens, con crani più ortognati. Le diramazioni dell'evoluzione porteranno comunque i rappresentanti dei diversi rami ad assumere differenti conformazioni craniche.
Homo neanderthalensis, ad esempio, presenta generalmente un prognatismo più marcato rispetto al coevo Homo sapiens.

## In medicina
Nell'essere umano rappresenta una patologia malformativa a cui consegue un difettoso combaciare delle arcate dentali, con malocclusione e problemi masticatori.
In termini di ortodonzia il prognatismo può essere relativo oppure falso, valutato clinicamente rispetto ai globali parametri scheletrici. 
Si intende prognatismo assoluto, il parametro valutato in riferimento alla verticale tracciata dalla radice del naso, perpendicolare al piano di Francoforte. Viene valutato come carattere antropometrico.
È in genere correggibile con l'ortodonzia dall'odontoiatra, tuttavia, nei casi in cui l'ortodonzia non sia sufficiente, è necessario un intervento chirurgico maxillo-facciale.